# OCaml
Objective Caml, também conhecida como OCaml (Objective Categorical Abstract Machine Language), é uma linguagem de programação funcional da família ML, desenvolvida pelo INRIA em 1996. Trata-se da linguagem Caml com a adição de suporte de técnicas de orientação a objetos e algumas alterações e extensões de sintaxe.
OCaml permite dois tipos de compilação, para bytecode que corre numa máquina virtual (zinc) ou para código de máquina nativo para um grande número de plataformas. Ela não é uma linguagem puramente funcional, permitindo a existência de valores mutáveis bem como de efeitos colaterais (side-effects), tipicamente existentes apenas em linguagens imperativas. Esta característica distingue-a de outras linguagens puramente funcionais, como por exemplo Haskell.
A excelência de seu compilador que tem gerado código nativo rapidamente e com excelente desempenho quanto a tempos de execução, bem como uma biblioteca base extensa, têm-lhe conquistado bastante notoriedade.

## Características
- Linguagem funcional e imperativa;
- Fortemente e estaticamente tipada;
- Tipos dos valores inferidos automaticamente durante a compilação;
- Estruturação e encapsulamento de código por módulos parametrizáveis ou objectos;
- Tipos pré-definidos como listas, tuplas ou records (sendo os últimos similares aos structs em C);
- Orientação a objetos implementadas com um sistema de troca de mensagens;
- Gerência automática de memória (coletor de lixo).

## Exemplos

### Comentários
```
(* Comentário... *)

```

### Olá Mundo
```
print_endline
 
"Hello world!"

(* Imprime "Hello world!" *)

```

### Funções como valores
```
let
 
s
 
x
 
y
 
=
 
x
 
+
 
y
 
in

let
 
d
 
x
 
y
 
=
 
x
 
-
 
y
 
in

let
 
sq
 
f
 
x
 
y
 
=
 
(
f
 
x
 
y
)*(
f
 
x
 
y
)
 
in

let
 
square_sum
 
=
 
sq
 
s
 
in

let
 
square_dif
 
=
 
sq
 
d
 
in

print_string
(
 
string_of_int
(
square_sum
 
4
 
6
)^
 
"
\t
"
 
^
 
string_of_int
(
square_dif
 
4
 
6
));;

(* Imprime 100  4 *)

```

### Closures
```
let
 
gen_next
 
i
 
=

    
let
 
_
add
 
x
 
=
 
i
+
x
 
in

    
_
add

;;

let
 
f
 
=
 
gen_next
 
10
 
in

print_int
 
(
f
 
5
);;

(* Imprime 15 *)

```

### Factorial recursivo
```
let
 
rec
 
fact
 
x
 
=

    
match
 
x
 
with

    
|
0
->
1

    
|_
 
->
 
x
*(
fact
 
(
x
-
1
))

;;

print_int
 
(
fact
 
20
);;

(* Imprime 45350912 *)

```

### Valores mutáveis (conhecidos como "variáveis", no estilo imperativo)
```
let
 
a
 
=
 
ref
 
1
;;

print_int
 
!
a
;;

a
:=!
a
+
1
;;

print_int
 
!
a
;;

(* Imprime 1 e 2*)

```